# Gobierno del Estado de Chiapas
El Gobierno del estado de Chiapas es el organismo encargado de la Administración Pública y Política interna en el estado mexicano de Chiapas.
Para el despacho de los asuntos administrativos que le competen al Gobernador del Estado de Chiapas y la preservación del orden constitucional, el Gobierno del estado cuenta con las Dependencias y entidades de la Administración Pública que establezcan las leyes, o los decretos y acuerdos que, conforme a ellas, expida el titular del Poder Ejecutivo o el Poder Legislativo; a su vez, tiene bajo su mando a los cuerpos de Seguridad Pública del estado de Chiapas.
La Administración Pública centralizada que se encuentra bajo mando del Poder ejecutivo, se encuentra reglamentada en la Ley Orgánica de la Administración Pública del estado de Chiapas.

## Secretarías del Estado de Chiapas
Para el despacho y delegación de los asuntos de su competencia, el Gobernador del estado se auxilia de las siguientes Secretarías:
- Secretaría General de Gobierno.
- Secretaría de Hacienda.
- Secretaría de la Honestidad y Función Pública.
- Secretaría de la Igualdad de Género.
- Secretaría de Protección Civil.
- Secretaría de Obras Públicas.
- Secretaría de Medio Ambiente e Historia Natural.
- Secretaría de Economía y del Trabajo.
- Secretaría de Bienestar.
- Secretaría de Agricultura, Ganadería y Pesca.
- Secretaría de Turismo.
- Secretaría para el Desarrollo Sustentable de los Pueblos Indígenas.
- Secretaría de Salud.
- Secretaría de Educación.
- Secretaría de Seguridad y Protección Ciudadana.
- Secretaría de Movilidad y Transporte.

### Secretaría de Hacienda
La secretaría de Hacienda es la dependencia del Gobierno del estado de Chiapas encargada de la administración de las finanzas públicas, así como de la captación de ingresos para el erario local.

### Secretaría de Honestidad y Función Pública
La Secretaría de Honestidad y Función Pública es la dependencia del Gobierno del estado de Chiapas encargada de vigilar la disciplina y el actuar de los funcionarios públicos del Gobierno del estado y aquellos con quienes el gobierno establece relaciones de coordinación, así como de la imposición de sanciones administrativas a estos.

## Organismos Públicos Descentralizados Desectorizados
- Instituto de Seguridad Social de los Trabajadores del Estado de Chiapas.
- Consejo Estatal para las Culturas y las Artes de Chiapas.
- Comisión Estatal de Conciliación y Arbitraje Médico del Estado de Chiapas.
- Secretariado Ejecutivo del Sistema Estatal de Seguridad Pública.
- Instituto de Ciencia, Tecnología e Innovación del Estado de Chiapas.
- Secretaría Ejecutiva del Sistema Anticorrupción del Estado de Chiapas.
- Archivo General del Estado.

### Instituto de Ciencia, Tecnología e Innovación del Estado de Chiapas
El Instituto de Ciencia, Tecnología e Innovación del Estado de Chiapas  tiene como objetivo principal, planear, coordinar, establecer, promover y evaluar las políticas públicas y los programas en materia de ciencia, tecnología e innovación en el Estado de Chiapas. Dirigir sus acciones a la comunidad científica y tecnológica, estudiantes, empresas, organizaciones, dependencias y entidades del Poder Ejecutivo y a la sociedad en general, para desarrollar, consolidar y articular el Sistema Estatal de Ciencia y Tecnología; incrementar la competitividad de las organizaciones productivas y desarrollar una sociedad capaz de generar y utilizar conocimiento para su propio beneficio, mediante el apoyo a proyectos de investigación, desarrollo y transferencia de tecnología, formación de científicos y tecnólogos; así como la difusión, divulgación y enseñanza de la ciencia y tecnología.
- Datos: Q57782943